# Bišćani
Bišćani (szerbül: Бишћани), bosnyák falu Bosznia-Hercegovinában, Bosanska krajina területén, Prijedor községben, a Szerb Köztársaságban. 

## Fekvése
Bosznia-Hercegovina északnyugati részén, Banja Lukától légvonalban 48, közúton 59 km-re északnyugatra, községközpontjától légvonalban 4, közúton 6 km-re nyugatra, a Szana bal partjától nyugatra fekvő Mataruški dombvidékén, a Ljubijski patak és a Čemernica bal partján, 135 – 200 méteres tengerszint feletti magasságban fekszik. Több, szétszórt, kis településből áll.

## Éghajlata
Az éghajlat mérsékelten kontinentális, a minimum hőmérséklet -20, a maximum hőmérséklet 40 fok. Az évi középhőmérséklet +11 fok, míg a napsütéses napok száma egy évben átlagosan 60. A csapadék mennyisége 991 mm/m2.

## Népessége
| Nemzetiségi csoport | Népesség 1991 | Népesség 2013 |
| ------------------- | ------------- | ------------- |
| Szerb               | 7             | 10            |
| Bosnyák             | 1421          | 876           |
| Horvát              | 0             | 3             |
| Jugoszláv           | 7             | 0             |
| Egyéb               | 5             | 4             |
| Összesen            | 1440          | 893           |

## Története
A település 1878-ig tartozott az Oszmán Birodalomhoz, ekkor a berlini kongresszus határozata alapján az Osztrák-Magyar Monarchia része lett. 1879-ben az első osztrák-magyar népszámlálás során a Prijedori járáshoz, és Ljubija községhez tartozó településnek 39 háztartása és 220 muszlim lakosa volt. 1910-ben a településen 62 háztartást és 315 muszlim lakost találtak. A monarchia szétesésével 1918-ban előbb a Szerb-Horvát-Szlovén Királyság, majd 1929-től a Jugoszláv Királyság része. 1921-ben a községnek 62 háztartása és 344 lakosa volt. Jugoszlávia megszállása után a falu a Független Horvát Állam (NDH) része lett. 
1945-től a település a szocialista Jugoszlávia része volt. 1963-ig Ljubija község része volt. A boszniai háború idején a település a Boszniai Szerb Köztársasághoz tartozott. A volt Jugoszláviával foglalkozó nemzetközi büntetőtörvényszék a Ratko Mladićot bűnösnek nyilvánító per során többek között megállapította, hogy 1992. július 20-án a katonaságból és rendőrökből álló boszniai szerb erők megtámadták Brdo környékét, beleértve Bišćani falut is, amely Mrkalji, Hegići, Ravine, Sredići és Duratovići falvakat foglalta magában. Bišćani lakosai a támadás előtt leadták fegyvereiket. Bišćani boszniai muszlim lakosságának azt mondták, hogy a település különböző pontjain gyűljenek össze. Az egyik gyűjtőponton (egy kávézóban) boszniai szerb katonák agyonlőttek öt fegyvertelen bosnyákot. Ezután az összegyűlt boszniai muszlim férfiak egy csoportját egy parancsnok elválasztotta és buszokra ültette. Prijedor Skoplje közelében a parancsnok a második buszról leszállított és lelőtt tíz boszniai muszlimot. Később, Prijedorhoz közelebb, egy Kratalj nevű területen, az út szélén legalább tíz boszniai muszlimot lőttek agyon.
Mrkaljiban 1992. július 20-án hozzávetőleg 25 boszniai szerb katona 30-40 boszniai muszlim lakost, többségében férfiakat és néhány gyereket, akik közül senki nem volt egyenruhában, terelt egy kúthoz, ahol felsorakoztatták őket. Akik megpróbáltak menekülni, a katonák agyonlőtték őket. Ugyanezen a napon a JNA volt tagjai, a rendőrség vagy a félkatonai erők tagjai elvittek két fegyvertelen, civil ruhát viselő boszniai muszlim férfit egy ház pincéjéből, ahol másokkal együtt menedéket kerestek és automata puskákkal megölték őket. 1992. július 20-a körül egy hegići gyümölcsösben boszniai szerb katonák 12 embert gyilkoltak meg. Az áldozatok bosnyák muszlimok voltak. Július 2-án leégett a Bišćani mecset. Az épület teljesen kiégett, a tetőzete, minaretje és a berendezése megsemmisült, a mecset előtti régi muszlim temető pedig elpusztult. A daytoni békeszerződést követő területfelosztásnál a település Prijedor község részeként a Szerb Köztársaság területéhez került. 

## Gazdaság
- Bišćani környékén fehéragyaglerakódások találhatók (a település egyes részeit róla nevezték el, mint például „Bijela Zemlja” vagy a „Keramika”). A Mataru-mezőben ivóvízforrások, valamint kavics-, homok- és egyéb építőanyagok lelőhelyei találhatók.

- A település térségében nagyon kedvező feltételek vannak a mezőgazdasági termelés fejlesztéséhez. Az e területről készült elemzések szerint a zöldség-gyümölcstermesztés, valamint a mezőgazdasági és állattenyésztés, a méztermesztés, a virágtermesztés és a faiskolai termelés fejlesztése lehetséges, további lehetőségek vannak a zöldség-gyümölcstermesztés, valamint az erdei gyümölcs- és gyógynövény-gyűjtés területén. Jó példa erre a Klaspromex malom és pékség, amely sikeresen működik ezen a területen.

## Nevezetességei
- A bišćani mecset a 19. században épült. A Prijedori Iszlám Közösség irataiban szereplő információk szerint a bišćani mecsetet 1992. július 22-én semmisítették meg. Először egy vállról indítható lövedékkel próbálták felgyújtani a mecsetet. Amikor ez nem sikerült, kihívták a tűzoltóságot, akik tűzoltóautóval jöttek ki és felgyújtották a mecsetet.[9] Az újjáépített mecsetet 2010. július 17-én avatták fel. A mecseten kívül ennek a gyülekezetnek (melyhez Sredice, Ravne, Kadići, Mrkalji, Hegići, Alagići és Čemernica települések tartoznak), van egy iskolája, egy imámháza, egy gasulhanája és egy temetője is.

## Fordítás
- Ez a szócikk részben vagy egészben  a   Bišćani című spanyol Wikipédia-szócikk ezen változatának fordításán alapul.  Az eredeti cikk szerkesztőit annak laptörténete sorolja fel. Ez a jelzés csupán a megfogalmazás eredetét és a szerzői jogokat jelzi, nem szolgál a cikkben szereplő információk forrásmegjelöléseként.